# Accord de Prespa
L'accord de Prespa (en macédonien Преспански договор (Prespanski Dogovor) ; en albanais Marrëveshja e Prespës ; en grec Συμφωνία των Πρεσπών (Symfonía ton Prespón) ; en anglais (texte authentique) Prespa agreement) est un traité conclu le 12 juin 2018 et entré en vigueur le 12 février 2019 entre la Grèce et la république de Macédoine sous l'égide de l'Organisation des Nations unies (ONU), afin de résoudre le différend de longue date portant sur le nom de la Macédoine depuis l'indépendance du pays en 1991. Il remplace l'accord intérimaire de 1995 et voit le nom du pays remplacé par celui de « république de Macédoine du Nord ». Il est enregistré auprès du Secrétariat des Nations unies à l’ONU sous le numéro I-55707.

## Contexte
À la suite du changement de gouvernement de l'ancienne république yougoslave de Macédoine en 2017, le gouvernement de Zoran Zaev a conclu un accord de bon voisinage avec la Bulgarie. Le gouvernement grec, constatant le changement de rhétorique en république de Macédoine et le souhait de la part de Zaev de résoudre le problème concernant le conflit de nom avec la Grèce, a également exprimé le souhait de relancer le dialogue avec son voisin.

## Processus

### Premières négociations
Les efforts des deux gouvernements pour résoudre formellement le conflit du nom ont commencé avec la réunion des ambassadeurs des Nations unies à Washington, le 17 janvier 2018. Adamantios Vassilakis pour la Grèce, et Vasko Naumovski pour la république de Macédoine, ont rencontré le médiateur spécial de l'ONU Matthew Nimetz qui leur a remis une liste de noms proposés comprenant tous le terme Macédoine. Les suggestions étaient les suivantes :
| grec                                                                          | macédonien                                                      | français                          |
| ----------------------------------------------------------------------------- | --------------------------------------------------------------- | --------------------------------- |
| Δημοκρατία της Νέας Μακεδονίας / Dimokratia tis Neas Makedonias               | Република Нова Македонија / Republika Nova Makedonija           | République de Nouvelle Macédoine  |
| Δημοκρατία της Βόρειας Μακεδονίας / Dimokratia tis Voreias Makedonias         | Pепублика Северна Македонија / Republika Severna Makedonija     | République de Macédoine du Nord   |
| Δημοκρατία της Άνω Μακεδονίας / Dimokratia tis Ano Makedonias                 | Република Горна Македонија / Republika Gorna Makedonija         | République de Haute Macédoine     |
| Δημοκρατία της Μακεδονίας του Βαρδάρη / Dimokratia tis Makedonias tou Vardari | Република Вардарска Македонија / Republika Vardarska Makedonija | République de Macédoine du Vardar |
| Δημοκρατία της Μακεδονίας (Σκόπια) / Dimokratia tis Makedonias (Skopia)       | Република Македонија (Скопје) / Republika Makedonija (Skopje)   | République de Macédoine (Skopje)  |

La première étape vers la recherche d'une solution mutuellement acceptable a été franchie lors de la réunion des Premiers ministres Zoran Zaev et Aléxis Tsípras le 24 janvier 2018 au Forum économique mondial de Davos, en Suisse. Les deux Premiers ministres ont alors exprimé leur volonté commune de résoudre le problème et de renforcer leurs relations bilatérales. Zoran Zaev a annoncé que l'aéroport international et l'autoroute nationale de Skopje, portant le nom d'Alexandre le Grand, seraient renommés par « Aéroport international de Skopje » et « Autoroute de l'amitié ».

### Conclusion de l'accord
Les ministres grecs des Affaires étrangères Nikos Kotzias et Dimítris Márdas, ainsi que le médiateur de l'ONU Matthew Nimetz, se sont rencontrés à Sounion le 12 mai 2018, où ils ont soulevé ensemble la question du nom de la Macédoine et la demande de la Grèce pour que ce nom soit erga omnes, ce qui signifie applicable pour tous. La réunion des ministres des Affaires étrangères a donné suite à la rencontre des deux Premiers ministres le 24 mai 2018 à Sofia, au sommet de l'UE. Pour la première fois, l'ancienne république yougoslave de Macédoine a alors proposé le nom de « Macédoine d'Ilinden »[réf. nécessaire], qui a été rejeté par Athènes quelques jours plus tard, en raison de « la gravité historique du soulèvement d'Ilinden pour la lutte macédonienne ». Les négociations se sont poursuivies avec la coopération étroite des deux ministres des Affaires étrangères et le dialogue ouvert des Premiers ministres grec et macédonien.
Le 12 juin 2018, Alexis Tsipras et Zoran Zaev ont annoncé qu'un accord sur le différend bilatéral avait été conclu. Alexis Tsipras a fait valoir que l'accord « couvrait toutes les conditions imposées par la partie grecque », tandis que Zoran Zaev a soutenu que le pays avait « un nom décent et géographiquement exact » et « une identité renforcée et une garantie de sécurité, de stabilité et de prospérité ».
La proposition renomme la république de Macédoine en « république de Macédoine du Nord » (en macédonien : Република Северна Македонија / Republika Severna Makedonija), le nouveau nom devant être utilisé dans toutes les relations bilatérales et dans toutes les organisations et institutions régionales et internationales. L'accord a été signé à la frontière des eaux du nord de la république de Macédoine, de la Grèce et de l'Albanie.

### Mise en œuvre
Signé à Psarádes, à proximité du lac Prespa duquel il tire son nom, il est approuvé par référendum le 30 septembre 2018 puis ratifié après validation par l'Assemblée de Macédoine le 11 janvier 2019 et par le Parlement grec le 25 du même mois. Le 12 février 2019, l'accord entre en vigueur, actant l'adoption du nom « Macédoine du Nord » et la résolution du conflit. Une période de transition de plusieurs mois s'ouvre alors pour changer entre autres les passeports, les plaques minéralogiques, la monnaie, les douanes, les panneaux à la frontière et les sites webs gouvernementaux.

## Dispositions de base
- L'accord prévoit le changement de nom constitutionnel de la république de Macédoine, et l'abolition du nom provisoire de l'ancienne république yougoslave de Macédoine, par le nouveau nom de « république de Macédoine du Nord » ou simplement « Macédoine du Nord » pour tout usage externe comme interne.

- Les habitants du pays sont de par leur nationalité définis comme macédoniens ou citoyens de la république de Macédoine du Nord, sans distinction d'origine ethnique.

- L'accord inclut la reconnaissance de la « langue macédonienne », en précisant qu'elle appartient à la famille des langues slaves méridionales.

- La Macédoine du Nord est tenue de modifier sa constitution et d'informer tous les États et les organisations internationales qui la reconnaissent comme « Macédoine » ou « république de Macédoine » de procéder à son changement de nom officiel et définitif. La Macédoine du Nord est également tenue de modifier tout document et nom d’institution faisant référence à la « république de Macédoine » et à la « Macédoine » dans les cinq ans suivant l’entrée en vigueur de l’accord.

- L'abréviation ISO de Macédoine du Nord restera MK et MKD, tandis que les plaques d'immatriculation changeront, l'abréviation NM ou NMK remplaçant le MK actuel.

- L'accord reconnaît le caractère grec de la Macédoine antique. L'article 7 stipule notamment que les deux pays reconnaissent que les termes « Macédoine » et « Macédonien » désignent un contexte historique et un patrimoine culturel différent dans les deux pays. En Grèce, ces termes désignent la région et la population du nord de la Grèce, ainsi que la culture, l'histoire et la culture grecque de cette région, de l'Antiquité à nos jours. S'agissant de la Macédoine du Nord, ces termes désignent le territoire, la langue et les habitants, avec leur histoire et leur culture distincte.

- La Macédoine du Nord est tenue, dans un délai de six mois, d'éliminer toutes les inexactitudes sur les monuments existant sur son territoire, en indiquant dans leur inscription leur historicité grecque et le but de leur érection en tant que signe de l'amitié des deux peuples.

- De plus, la Macédoine du Nord doit supprimer de chaque image à usage public le symbole du soleil de Vergina, reconnaissant ainsi à la Grèce le droit exclusif de l'utiliser.

- Un comité est également mis en place pour évaluer les manuels scolaires et les cartes géographiques dans les deux pays afin de supprimer les contenus non pertinents et de s’aligner sur les normes de l'UNESCO et du Conseil de l'Europe.

- La Grèce doit accepter l'entrée de la Macédoine du Nord dans l'Organisation du traité de l'Atlantique Nord (OTAN) et ne pas bloquer les négociations d'adhésion de la Macédoine du Nord avec l'Union européenne en raison de son nom.

- La Grèce conserve toutefois le droit de s'opposer et de mettre son veto au processus d'adhésion de la Macédoine du Nord à l'UE si celle-ci viole l'accord de Prespa et/ou ne procède pas assez bien au changement de nom interne du pays dans les institutions et dans les documents.

- L'accord stipule également que la frontière commune des deux pays est une frontière internationale permanente et inviolable.

- Tout litige sera résolu par une conciliation bilatérale, une médiation de l'Organisation des Nations unies ou un recours devant la Cour internationale de justice.

## Opposition
L'accord est contesté par les conservateurs grecs du parti Nouvelle Démocratie. Le parti dépose une motion de censure au Parlement contre le gouvernement Tsipras, mais celle-ci est rejetée le 16 juin 2018 par 153 voix contre et 127. Après son arrivée au pouvoir en juillet 2019, le gouvernement de Kyriákos Mitsotákis ne remet cependant pas en cause l'accord.